# Kobbie Mainoo
Kobbie Boateng Mainoo (sinh ngày 19 tháng 4 năm 2005) là một cầu thủ bóng đá chuyên nghiệp người Anh hiện đang thi đấu ở vị trí tiền vệ cho câu lạc bộ Premier League Manchester United và đội tuyển bóng đá quốc gia Anh.

## Thời thơ ấu
Mainoo sinh ra ở huyện Stockport (ngoại thành Greater Manchester) trong gia đình người Anh gốc Ghana, và bắt đầu theo học câu lạc bộ bóng đá thiếu niên Cheadle & Gatley trước khi theo học học viện bóng đá của Manchester United lúc 9 tuổi.

## Sự nghiệp câu lạc bộ
Mainoo ký hợp đồng chuyên nghiệp đầu tiên với United vào tháng 5 năm 2022 và là thành viên chủ chốt của đội U-18 Manchester United giành FA Youth Cup mùa bóng 2021-2022.

### Manchester United

#### Mùa bóng 2022-2023
Mainoo có những tiến bộ vượt bậc và đã tham gia đội hình U-21 của United thi đấu ở EFL Trophy trước khi được huấn luyện viên Manchester United là Erik ten Hag phát hiện ra tài năng và gọi lên đội một của United.
Anh có trận đấu ra mắt câu lạc bộ vào ngày 10 tháng 1 năm 2023 khi có mặt trong đội hình xuất phát trong trận đấu ở Cúp FA trước Charlton Athletic F.C. (United thắng 3-0) dưới vai trò tiền vệ kiến thiết lối chơi (số 10). Ngày 28 tháng 1 năm 2023, anh có trận đấu thứ hai cho United ở mùa giải khi vào sân thay Casemiro trong trận đấu ở Cúp EFL trước Reading F.C. trên sân Old Trafford.
Mainoo giành nhiều thời gian chơi ở đội hình U21 United thi đấu ở Premier League 2 với phong độ chói sáng, đóng góp 2 bàn thắng và hai kiến tạo cho đội. Phong độ này giúp anh giành giải thưởng Jimmy Murphy cho cầu thủ trẻ xuất sắc nhất mùa bóng của United.

#### Mùa bóng 2023-2024
Mainoo được huấn luyện viên Erik ten Hag tin tưởng vì sự tiến bộ của anh trong mùa giải trước và đã bố trí Mainoo vai trò tiền vệ trong đội hình chính thi đấu mùa hè. Tuy nhiên, Mainoo đã gặp chấn thương trong trận giao hữu với Real Madrid ở Mỹ và phải nghỉ thi đấu ngay trước khi mùa giải mới bắt đầu.

Kobbie Mainoo nhận Cúp FA ngày 25 tháng 5 năm 2024 trong màu áo Manchester United.

Mainoo chỉ trở lại đội hình United từ tháng 11 và có trận đấu đầu tiên của mùa giải cho United vào ngày 26 tháng 11 năm 2023 khi có mặt trong đội hình xuất phát trong trận đấu thuộc vòng 13 Ngoại hạng Anh trên sân Everton. Mainoo thi đấu 72 phút trước khi được thay ra bởi Sofyan Amrabat ở phút thứ 72, nhưng đã nhận được bình chọn cầu thủ xuất sắc nhất trận đấu bởi khán giả United. Ba ngày sau đó, Mainoo có trận đấu đầu tiên cho United ở Champions League trong trận đấu với Galatasaray, khi vào sân thay Sofyan Amrabat ở phút thứ 58. Ngày 17 tháng 12 năm 2023, Mainoo có trận đấu thứ 4 cho United khi ra sân trong trận đấu trên sân Liverpool dưới vai trò tiền vệ trung tâm và phá kỷ lục là cầu thủ trẻ nhất của United thi đấu trong một trận derby nước Anh.
Anh có bàn thắng đầu tiên cho đội một United trong trận đấu chiều ngày 28 tháng 1 năm 2024, trong trận đấu thuộc vòng 4 Cúp FA trước Newport, Wales (bàn thắng thứ hai, nâng tỉ số lên 2-0). Phong độ thi đấu ấn tượng kể từ khi trở lại đã giúp cho Mainoo lần đầu tiên trong sự nghiệp được bình chọn là cầu thủ xuất sắc nhất trong tháng 1 (2024) của United.
Đêm ngày 1 tháng 2 năm 2024, Mainoo có bàn thắng đầu tiên ở Ngoại hạng Anh trong sự nghiệp, khi ghi bàn ở phút bù giờ thứ 7 trước Wolverhampton Wanderers F.C. giúp United thắng 4-3. Phong độ xuất sắc và bàn thắng ở phút cuối giúp Mainoo nhận được bình chọn là Cầu thủ xuất sắc nhất trận đấu bởi khán giả United. Bàn thắng này sau đó cũng được bình chọn là bàn thắng đẹp nhất của tháng 2 bởi Ban Tổ chức Ngoại hạng Anh. Chiều ngày 7 tháng 4 năm 2024, Mainoo có bàn thắng thứ hai cho United ở Ngoại hạng Anh trong mùa giải (và là bàn thắng đầu tiên trên sân Old Trafford của anh) giúp United dẫn trước Liverpool F.C. 2-1 (chung cuộc hòa 2-2).
Mainoo có bàn thắng thứ 5 cho United trong mùa giải khi ghi bàn thắng nâng tỉ số lên 2-0 ở trận chung kết Cúp FA ngày 25 tháng 5 năm 2024, qua đó giúp United thắng 2-1 trước đại kình địch cùng thành phố, Manchester City và giành Cúp FA. Bàn thắng này giúp Mainoo trở thành cầu thủ tuổi teen người Anh đầu tiên ghi bàn trong một trận chung kết kể từ năm 1981 (Steve MacKenzie vào năm 1981). Mainoo cũng được Liên đoàn bóng đá Anh (FA) trao giải thưởng cầu thủ xuất sắc nhất Cúp FA mùa giải 2023-2024 được bình chọn bởi khán giả xem bóng đá.

## Sự nghiệp quốc tế
Mainoo là cầu thủ thi đấu cho đội tuyển Anh ở lứa tuổi U-17 và U-18. Tháng 11 năm 2023, Mainoo chơi cho đội tuyển U-19 Anh với vai trò đội trưởng. Anh cũng đủ điều kiện thi đấu cho đội tuyển Ghana nhờ có gia đình mang gốc gác Ghana.
Với việc thi đấu xuất sắc khi trở lại đội hình Manchester United từ tháng 11 năm 2023, Mainoo lần đầu tiên được gọi vào Đội tuyển Anh vào ngày 19 tháng 3 năm 2024, chuẩn bị cho các trận đấu của Đội tuyển Anh vào cuối tháng 3/2024. Ngày 6 tháng 6 năm 2024, Mainoo chính thức có mặt trong danh sách 26 cầu thủ bóng đá của Đội tuyển Anh tham dự vòng chung kết Euro 2024. Việc này cũng chính thức chấm dứt các tin đồn trước đó rằng Mainoo sẽ chuyển qua chơi bóng cho đội tuyển Ghana. Ngày 19 tháng 6 năm 2024, trả lời trước truyền thông về việc lựa chọn giữa Ghana và Anh, Mainoo đã khẳng định rằng mình hoàn toàn tự hào về gốc gác và những di sản Ghana trong gia đình mình, nhưng được chơi cho Đội tuyển bóng đá quốc gia Anh luôn là mơ ước của anh.
Tại Euro 2024, Mainoo thi đấu ba trận đấu vòng bảng cho Đội tuyển Anh trong vai trò dự bị, và chỉ chiếm suất đá chính trong đội hình kể từ vòng loại trực tiếp khi bắt đầu xuất phát trong trận đấu với Slovakia ngày 30 tháng 6 năm 2024. Ngày 10 tháng 7 năm 2024, Mainoo tiếp tục xuất phát trong trận thắng 2-1 trước Hà Lan, và trở thành cầu thủ Anh trẻ tuổi nhất trong lịch sử từng thi đấu tại vòng bán kết của một giải đấu chính thức. Bốn ngày sau đó, Mainoo tiếp tục là tiền vệ chính của đội tuyển Anh thi đấu trong trận chung kết trước Tây Ban Nha (Anh thất bại 1-2).

## Phong cách chơi bóng
Mainoo chủ yếu là chơi ở vị trí tiền vệ trung tâm, đồng thời có khả năng chơi như một tiền vệ phòng ngự và tiền vệ tấn công. Cựu hậu vệ của Manchester United, Rio Ferdinand đã so sánh phong cách chơi bóng của anh với Clarence Seedorf. Huấn luyện viên Erik ten Hag đã ca ngợi khả năng "nhanh chóng thích nghi với việc chơi bóng ở trình độ cao", cũng như sự sẵn sàng tiến bộ và phát triển của Mainoo.  Các bình luận viên bóng đá và cựu tiền vệ United Paul Scholes ca ngợi anh: "Đọc một vài so sánh giữa tôi và cậu bé này tuần trước... Đừng lãng phí thời gian của bạn, anh ấy gấp 10 lần cầu thủ tôi ở tuổi 19. Tôi thật sự cần yêu cách cậu ấy nhận bóng, sự bình tĩnh, nhận thức về những gì xung quanh cậu ta và tất nhiên là những bàn thắng lớn trong các trận đấu lớn. Cậu bé này thật đặc biệt".
Mainoo được đánh giá cao ở khả năng cầm nhịp trân đấu, kéo bóng, phân phối bóng và rê rắt bóng, thậm chí xử lý bóng ở không gian hẹp, hay thoát pressing một cách khéo léo. Anh được nhận xét là một tiền vệ có cảm quan không gian tốt, cùng với khả năng hỗ trợ phòng ngự rất tốt. Huấn luyện viên đội tuyển Anh, Gareth Southgate đánh giá Mainoo là một tiền vệ có bộ kỹ năng khác biệt với các cầu thủ khác mà đội tuyển Anh còn thiếu.

## Thống kê sự nghiệp

### Câu lạc bộ
Tính đến 25 tháng 5 năm 2024
| Câu lạc bộ            | Mùa giải       | Giải đấu       | Giải đấu | Giải đấu | FA Cup | FA Cup | EFL Cup | EFL Cup | Khác | Khác | Tổng | Tổng |
| Câu lạc bộ            | Mùa giải       | Hạng           | Trận     | Bàn      | Trận   | Bàn    | Trận    | Bàn     | Trận | Bàn  | Trận | Bàn  |
| --------------------- | -------------- | -------------- | -------- | -------- | ------ | ------ | ------- | ------- | ---- | ---- | ---- | ---- |
| Manchester United U21 | 2022–23        | —              | —        | —        | —      | —      | —       | —       | 3    | 0    | 3    | 0    |
| Manchester United U21 | 2023–24        | —              | —        | —        | —      | —      | —       | —       | 1    | 0    | 1    | 0    |
| Manchester United U21 | Tổng           | Tổng           | —        | —        | —      | —      | —       | —       | 4    | 0    | 4    | 0    |
| Manchester United     | 2022–23        | Premier League | 1        | 0        | 1      | 0      | 1       | 0       | 0    | 0    | 3    | 0    |
| Manchester United     | 2023–24        | Premier League | 24       | 3        | 6      | 2      | 0       | 0       | 2    | 0    | 32   | 5    |
| Manchester United     | Tổng           | Tổng           | 25       | 3        | 7      | 2      | 1       | 0       | 2    | 0    | 35   | 5    |
| Tổng sự nghiệp        | Tổng sự nghiệp | Tổng sự nghiệp | 25       | 3        | 7      | 2      | 1       | 0       | 6    | 0    | 39   | 5    |

1. 1 2  Ra sân tại EFL Trophy
2. ↑  Ra sân tại UEFA Champions League

### Quốc tế
Tính đến ngày 14 tháng 7 năm 2024
| Đội tuyển quốc gia | Năm  | Số trận ra sân | Bàn thắng |
| ------------------ | ---- | -------------- | --------- |
| Đội tuyển Anh      | 2024 | 9              | 0         |
| Tổng               | Tổng | 9              | 0         |

## Danh hiệu, giải thưởng

### Câu lạc bộ
U-18 Manchester United
- FA Youth Cup: 2021-22

#### Manchester United
- FA Cup: 2023–24

### Cá nhân
- Jimmy Murphy Young Player of the Year: 2022-2023[8]
- Bàn thắng đẹp nhất Ngoại hạng Anh tháng 2 năm 2024.[15]
- Cầu thủ xuất sắc nhất FA Cup 2023-2024.[22]